# David Stoll
David Stoll (* 28. Februar 1952) ist ein US-amerikanischer Anthropologe. Er erhielt sein Bachelor's Degree in Anthropologie an der University of Michigan und absolvierte seinen Master's und seine Promotion an der Stanford University.
Stoll verbrachte in den 1980er und 1990er Jahren viel Zeit in lateinamerikanischen Ländern wie Guatemala oder Kolumbien, wo auch seine Forschungsarbeit konzentriert ist. Außerhalb von Fachkreisen wurde Stoll durch sein Buch Rigoberta Menchú and the Story of All Poor Guatemalans bekannt, welches eine Kontroverse auslöste, die von der New York Times auf der Titelseite prominent dargestellt wurde. Stoll weist hier auf Unstimmigkeiten zwischen den Resultaten seiner Feldarbeit und Aussagen in den Memoiren Yo, Rigoberta Menchú der Friedensnobelpreisträgerin Rigoberta Menchú hin. Stoll kritisiert dabei auch die Interpretation von Menchús Geschichte durch viele westliche Akademiker, da diese die Guerillas in Lateinamerika romantisieren würden.

## Publikationen
- Fishers of Men or Founders of Empire? (1983), über Wycliff
- Is Latin America Turning Protestant? (1990)
- Between Two Armies in the Ixil Towns of Guatemala
- Rigoberta Menchú and the Story of All Poor Guatemalans (1999)